# Tolilla
Tolilla es una localidad española del municipio de Gallegos del Río, en la provincia de Zamora y la comunidad autónoma de Castilla y León.

## Topónimo
El topónimo Tolilla puede derivar de tolla, que significa terreno húmedo que se mueve al pisarlo, que a su vez deriva de tollo. Este último término, actualmente casi en desuso, fue muy frecuente en la región leonesa en la que se usaba con el significado de lodo o fango, aunque también nombra a los charcos que se forman por el agua de lluvia. De él deriva el término atollar, con significado de atascarse. Por su parte, tollo tiene un origen incierto quizás derivado del celta (tullos, agujero), del galés (twll), del bretón (toull) o del irlandés (toll). Tola es otra localidad zamorana que podría tener el mismo origen.

## Ubicación
Tolilla es un pueblo alistano situado en una hondonada junto al río Mena, y que pertenece como anejo al municipio de Gallegos del Río. El río Mena nace en San Juan del Rebollar y trascurre por los términos de Ufones, Rabanales, Mellanes, Flores y Lober, para finalmente desembocar en el río Aliste.

## Historia
Durante la Edad Media Tolilla quedó integrado en el Reino de León, cuyos monarcas habrían acometido la repoblación de la localidad dentro del proceso repoblador llevado a cabo en Aliste. Tras la independencia de Portugal del reino leonés, en 1143, la localidad habría sufrido por su situación geográfica los conflictos entre los reinos leonés y portugués por el control de la frontera, quedando estabilizada la situación en Aliste a inicios del siglo XIII, hecho reforzado por la firma del Tratado de Alcañices en 1297.
Posteriormente, en la Edad Moderna, Tolilla estuvo integrado en el partido de Alcañices de la provincia de Zamora, tal y como reflejaba en 1773 Tomás López en Mapa de la Provincia de Zamora. Así, al reestructurarse las provincias y crearse las actuales en 1833, la localidad se mantuvo en la provincia zamorana, dentro de la Región Leonesa, integrándose en 1834 en el partido judicial de Alcañices, dependencia que se prolongó hasta 1983, cuando fue suprimido el mismo e integrado en el Partido Judicial de Zamora.
Finalmente, en torno a 1850, el antiguo municipio de Tolilla se integró en el de Gallegos del Río.

## Patrimonio
El inmueble más emblemático es la iglesia parroquial, dedicada a Santa Inés. Además cuenta con dos puentes, uno de ellos es denominado como puente del Molino Curato, su nombre deriva de que en sus proximidades existió un molino que perteneció a un cura. Llegó a contar con hasta siete molinos, de los que el molino de Los Ratones ha sido recientemente restaurado. 
El pago de La Ermita, en la raya entre Tolilla y Lober, existió también una ermita compartida por ambos pueblos y que estaba dedicada a los mártires San Fabián y San Sebastián. En el lugar donde estuvo la ermita se instaló un altar de piedra en el que el primer sábado de junio se oficia una eucaristía campestre para los feligreses de ambos pueblo, para seguidamente compartir una jornada campestre en el que se comparten productos típicos de la tierra y que se ameniza con la música de la gaita de fole alistana, el tamboril, danzas típicas de la zona y juegos tradicionales.

## Fiestas
Tolilla celebra su fiesta de Santa Inés cada 21 de enero y también el 8 y 9 de agosto